# Wemerpolder
De Wemerpolder is een voormalig waterschap in de provincie Groningen.
Het waterschap, dat ten noorden van het Dwarsdiep lag, tussen dit kanaal en de Hooiweg van Lucaswolde, was het gevolg van de uitvoering van de ruilverkaveling Zuidpolder. Het gemaal is nog steeds aanwezig en staan zo'n 750 m oostelijk van de weg Beldam.
Waterstaatkundig gezien ligt het gebied sinds 2000 binnen dat van het waterschap Noorderzijlvest.

## Naam
De naam verwijst naar de weem of pastorie en daarmee indirect daarnaar dat het hier om kerkelijke gronden gaat.